# Салваторе Перуђини
Салваторе Перуђини (енгл. Salvatore Perugini; 6. март 1978) професионални је италијански рагбиста, који тренутно игра за италијанског прволигаша Л'Аквилу. Освојио је са Калвизаном титулу првака Италије 2005. а са Тулузом титулу првака Француске 2008. Одиграо је чак 83 меча за репрезентацију Италије, а није постигао ниједан поен, па је у овом погледу рекордер.